# Jamil Aliyev
Jamil Aziz oglu Aliyev (en azerí: Cəmil Əziz oğlu Əliyev; Bakú, 30 de marzo de 1946) es Doctor en Medicina, profesor, académico de la Academia Nacional de Ciencias de Azerbaiyán, Científico de Honor de la República de Azerbaiyán y Jefe del Centro oncológico nacional de Azerbaiyán.

## Biografía
Jamil Aliyev nació el 30 de marzo de 1946 en Bakú. En 1968 se graduó de la Universidad de Medicina de Azerbaiyán. En 1973 defendió su tesis en Bakú. En 1978 defendió su tesis doctoral sobre "Cirugía plástica para el melanoma y el cáncer de piel" en el Centro Científico de Oncología de la Academia de Ciencias Médicas de la URSS en Moscú y obtuvo el título de Doctor en Medicina.
Desde 1990 es director general del Centro oncológico nacional de Azerbaiyán. Desde 1994 es jefe del departamento de oncología de la Universidad de Medicina de Azerbaiyán. En 2001 fue elegido miembro de pleno de la Academia Nacional de Ciencias de Azerbaiyán.
También es miembro de pleno de la Academia de Ciencias de Nueva York, Academia de Ciencias Naturales de Rusia, Academia Nacional de Ciencias de Georgia y miembro extranjero de la Academia de Ciencias de Rusia.

## Premios y títulos
- Científico de Honor de la República de Azerbaiyán (2000)
- Orden Shohrat (2006)
- Orden Sharaf (2016)
- Orden "Por el servicio a la patria" (2012)[3]